# Happyland 2.0
Happyland 2.0 is de derde EP van de Nederlandse rapper Jacin Trill. De EP werd op 18 mei 2018 uitgebracht onder het label Artsounds. De EP is volledig geproduceerd door 808milli, en de intro track heppieland2.mp3 is geproduceerd in samenwerking met letsgoelias.

## Tracklist
| Nr. | Titel           | Duur |
| --- | --------------- | ---- |
| 1.  | heppieland2.mp3 | 1:10 |
| 2.  | byenkorf        | 2:08 |
| 3.  | ubettanah       | 2:00 |
| 4.  | keshinkeshout   | 1:57 |
| 5.  | teddiebeer      | 2:02 |
| 6.  | clout           | 1:48 |
| 7.  | purplekolour    | 1:43 |
| 8.  | commaar         | 2:16 |
| 9.  | geenidea        | 2:13 |
| 10. | hokuspokus      | 2:25 |
| 11. | meerp$pier      | 2:02 |
| 12. | liek            | 2:07 |
| 13. | charlie         | 1:03 |